# Dear Lie
«Dear Lie» es el tercer y último sencillo del álbum FanMail (1999) del grupo TLC. Fue compuesta por Kenneth "Babyface" Edmonds y Tionne "T-Boz" Watkins, en conjunto de producción por Edmonds.
La canción fue lanzada como la tercera y última de FanMail el 30 de noviembre de 1999 en Estados Unidos, seguida de "No Scrubs" y "Unpretty". "Dear Lie" está incluida en We Love TLC. La canción alcanzó el top 40 en varios países como Australia, Bélgica, Francia, Reino Unido y Alemania. También alcanzó el puesto 51 en los Billboard Hot 100.

## Antecedentes y composición
La canción inicialmente provino de un poema escrito por Tionne "T-Boz" Watkins, que ella escribió con Babyface. Watkins comentó que su padre mintió constantemente, lo que puso a prueba su relación. Watkins declaró que la canción comenzó con la vulnerabilidad del grupo y se transformó en "un lugar de fuerza".

## Listado de pistas
Europe CD single
1. "Dear Lie" (Radio Edit) - 3:52
2. "Dear Lie" (Album Version) - 5:12
3. "Unpretty" (MJ Cole Mix Vox Up) - 4:48
4. "Sleigh Ride" - 3:51

UK CD single 1
1. "Dear Lie" (Radio Edit) - 3:53
2. "Sleigh Ride" - 3:51

UK CD single 2
1. "Dear Lie" (Radio Edit) - 3:53
2. "Dear Lie" (Album Version) - 5:12
3. "Sleigh Ride" - 3:51

US promo single
1. "Dear Lie (Radio Edit) - 3:53
2. "Dear Lie" (Instrumental) - 5:55
3. "Dear Lie" (Call Out Research Hook) - 0:13

## Personal y créditos
Créditos adaptados por las notas del álbum.
- TLC: voces
- Tionne "T-Boz" Watkins: composición, voces de fondo
- Debra Killings: voces de fondo
- Babyface: compositor, productor, teclado, programador de batería, guitarra eléctrica y acuústica
- Greg Phillinganes: Wurlitzer
- Nathan East: bajo
- Michael Thompson: guitarra eléctrica

- Paulinho Da Costa: percusión
- Paul Boutin: grabación
- Vernon J. Mungo: ingeniero asistente
- Jon Gass: mezcla
- Ely’k: ingeniero asistente de mezcla
- John Hanes: ingeniero de Pro Tools
- Ivy Skoff: coordinador de producción

## Posicionamiento en listas

### Listas semanales
| Listas (1999–2000)                          | Mejor posición |
| ------------------------------------------- | -------------- |
| Australia (ARIA)                            | 35             |
| Bélgica (Flandes) (Ultratop 50)             | 36             |
| Bélgica (Valonia) (Ultratip Bubbling Under) | 20             |
| Canadá (RPM Adult Contemporary)             | 49             |
| Canadá (RPM Top Singles)                    | 19             |
| Europe (European Hot 100 Singles)           | 54             |
| Francia (SNEP)                              | 40             |
| Alemania (Offizielle Deutsche Charts)       | 37             |
| Irlanda (IRMA)                              | 12             |
| Países Bajos (Dutch Top 40)                 | 17             |
| Países Bajos (Mega Single Top 100)          | 26             |
| Nueva Zelanda (Recorded Music NZ)           | 10             |
| Escocia (Scottish Singles Sales Chart)      | 40             |
| Suecia (Sverigetopplistan)                  | 24             |
| Suiza (Schweizer Hitparade)                 | 29             |
| Reino Unido (Official Charts Company)       | 31             |
| Reino Unido (UK R&B Chart)                  | 6              |
| Estados Unidos (Billboard Hot 100)          | 51             |
| Estados Unidos (Mainstream Top 40)          | 22             |
| Estados Unidos (Hot R&B/Hip-Hop Songs)      | 70             |
| Estados Unidos (Rhythmic)                   | 21             |

### Lista de fin de año
| Lista (2000)                     | Posición |
| -------------------------------- | -------- |
| US Mainstream Top 40 (Billboard) | 98       |